# Riko Uekiová
Riko Uekiová (japonsky 植木 理子, * 30. července 1999 Kanagawa) je japonská fotbalistka.

## Reprezentační kariéra
Za japonskou reprezentaci v roce 2019 odehrála 3 reprezentační utkání.

## Statistiky
| Japonsko | Japonsko | Japonsko |
| Roky     | Záp.     | Góly     |
| -------- | -------- | -------- |
| 2019     | 3        | 0        |
| Celkem   | 3        | 0        |

## Úspěchy

### Reprezentační
- Mistrovství světa do 20 let:  2018
- Mistrovství světa do 17 let:  2016